# Dret de guerra

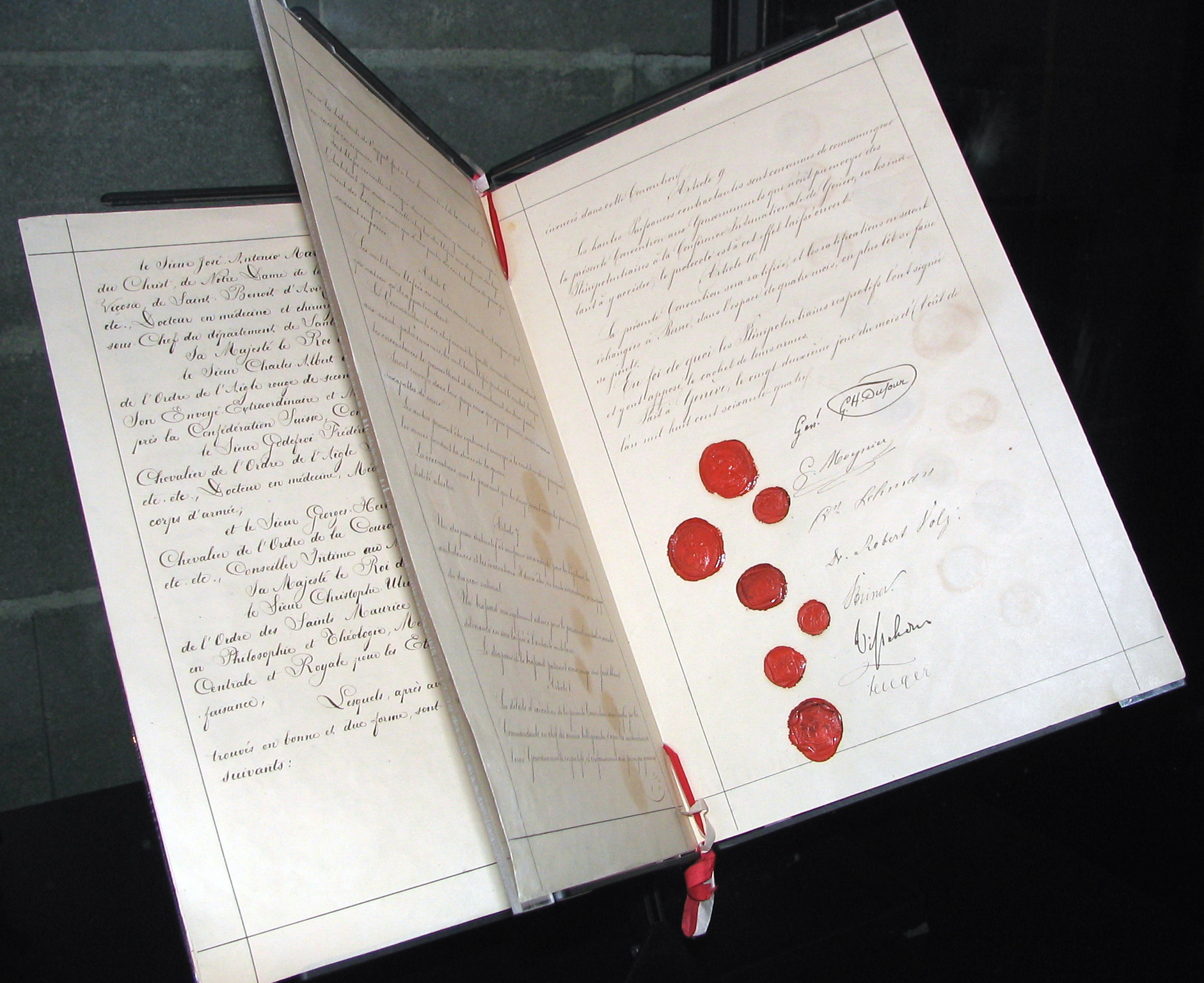
La Primera Convenció de Ginebra, que regia la situació dels malalts i ferits de les forces armades, signat el 1864.

El dret de guerra és un terme legal que fa referència a l'aspecte de dret internacional que té relació amb les justificacions acceptables per a entrar en guerra (jus ad bellum) i els límits per a la conducta bèl·lica acceptable (jus in bello o dret internacional humanitari).
Entre altres assumptes, el dret modern de guerra tracta les declaracions de guerra, acceptació de rendició i el tracte de presoners de guerra, necessitats militars, distinció i proporcionalitat, i la prohibició de certes armes que puguin causar patiment innecessari. Se la considera diferent a altres parts del dret, cosa que pot aportar límits legals addicionals a la conducta o justificació de la guerra.

El dret de la guerra es considera diferent d'altres cossos de dret, com ara el dret intern d'un determinat bel·ligerant a un conflicte, que poden proporcionar límits legals addicionals a la conducta o la justificació de la guerra.

## Primeres fonts i història
Els primers rastres d'una llei de guerra provenen dels babilonis. És el Codi d'Hammurabi, rei de Babilònia, que l'any 1750 aC, explica les seves lleis imposant un codi de conducta en cas de guerra:
| « | Prescric aquestes lleis perquè els forts no oprimeixin els febles | » |

A l'antiga Índia, el Mahabharata i els textos de la llei de Manou exigien pietat als enemics desarmats o ferits. La Bíblia i l'Alcorà també contenen regles de respecte a l'adversari. Sempre es tracta d'establir normes que protegeixen els civils i els vençuts.
Els intents de definir i regular la conducta d'individus, nacions i altres agents en guerra i mitigar els pitjors efectes de la guerra tenen una llarga història. Els primers exemples coneguts es troben al Mahabharata i a l'Antic Testament (Torà).
Al subcontinent indi, el Mahabharata descriu una discussió entre germans governants sobre què constitueix un comportament acceptable en un camp de batalla, un primer exemple de la regla de proporcionalitat:
| « | No s'ha d'atacar els carros amb cavalleria; els guerrers de carros haurien d'atacar els carros. No s'ha d'atacar algú en dificultats, ni per espantar-lo ni per vèncer-lo... La guerra s'ha de fer pel bé de la conquesta; no s'ha d'enfurir un enemic que no està intentant matar-lo. | » |

Un exemple del Llibre de Deuteronomi 20:19-20 limita la quantitat de danys ambientals, permetent només la tala d'arbres no fructífers per utilitzar-los en l'operació de setge, mentre que els arbres fructífers s'han de conservar per utilitzar-los com a font d'aliment:
| « | Quan assetgeu una ciutat durant molt de temps, feu-hi la guerra per prendre-la, no destruiràs els seus arbres amb la destral. Pots menjar-ne, però no els tallaràs. Els arbres del camp són humans, perquè els assetgis? Només pots destruir i talar els arbres que coneixes que no són arbres per menjar, per construir un setge contra la ciutat que et fa la guerra, fins que caigui. | » |

A més, Deuteronomi 20:10–12 exigeix que els israelites facin una oferta de pau condicionada a la part contraria abans de assetjar la seva ciutat, prenent la població com a servidors i treballadors forçats, acceptaran l'oferta.
| « | Quan t'apropis a una ciutat per lluitar contra ella, ofereix-li condicions de pau. Si us respon pacíficament i us obre, tota la gent que s'hi trobi us farà treballs forçats i us servirà. Però si no fa la pau amb tu, sinó que et fa la guerra, llavors l'assetjaràs. | » |

De la mateixa manera, Deuteronomi 21:10–14 exigeix que les captives que es van veure obligades a casar-se amb els vencedors d'una guerra, després que ja no les desitgin, siguin deixades anar allà on vulguin, i exigeix que no siguin tractades com a esclaves ni que siguin venudes per diners:
| « | Quan surtis a la guerra contra els teus enemics, i el Senyor, el teu Déu, els lliura a les teves mans i els prens captius, i veus entre els captius una dona bella, i vols prendre-la per esposa, i la portes a casa teva, s'afaitarà el cap i se li tallarà les ungles. Després d'això pots entrar a ella i ser el seu marit, i ella serà la teva dona. Però si ja no desitgeu anar amb ella, la deixareu anar on vulgui. Però no la vendreu per diners, ni la tractareu com una esclava, ja que l'heu humiliat." | » |

A principis del segle VII, el primer califa musulmà sunnita, Abu Bakr, mentre instruïa el seu exèrcit musulmà, va establir regles contra la mutilació de cadàvers, matant nens, dones i gent gran. També va establir regles contra el dany ambiental als arbres i la matança dels animals de l'enemic:
| « | Atureu-vos, gent, perquè us doni deu regles per guiar-vos al camp de batalla. No cometre traïció ni desviar-se del camí correcte. No heu de mutilar els cadàvers. Ni mateu un nen, ni una dona, ni un home gran. No feu mal als arbres, ni els cremeu amb foc, especialment els que són fructífers. No mateu cap ramat de l'enemic, excepte pel vostre menjar. És probable que passeu per davant de persones que han dedicat la seva vida als serveis monàstics; deixa'ls sols. | » |

A més, la Sura Al-Baqara 2:190–193 de l'Alcorà exigeix que en combat als musulmans només se'ls permet contraatacar en defensa pròpia contra aquells que els ataquen, però, d'altra banda, una vegada que els enemics deixen d'atacar, aleshores se'ls ordena als musulmans que deixin d'atacar:
| « | I lluitar amb ells fins que no hi hagi persecució, i la religió hauria de ser només per Al·là, però si desisteixen, no hi hauria d'haver hostilitat excepte contra els opressors. | » |

En la història de l'església paleocristiana, molts escriptors cristians consideraven que els cristians no podien ser soldats ni fer guerres. Agustí d'Hipona ho va contradir i va escriure sobre la doctrina de la guerra justa, en què explicava les circumstàncies en què la guerra podia o no estar justificada moralment.
L'any 697, Adamnà va reunir reis i líders de l'església d'Irlanda i Escòcia a Birr, on els va donar la Llei dels innocents, que prohibia matar dones i nens a la guerra, i la destrucció d'esglésies.
A l'Europa medieval, l'Església Catòlica Romana també va començar a promulgar ensenyaments sobre la guerra justa, reflectits fins a cert punt en moviments com la Pau i Treva de Déu. L'impuls de restringir l'abast de la guerra, i especialment protegir la vida i la propietat dels no combatents va continuar amb Hugo de Groot i els seus intents d'escriure lleis de guerra.
Una de les queixes enumerades a la Declaració d'Independència dels Estats Units d'Amèrica va ser que el rei Jordi III "s'ha esforçat per portar als habitants de les nostres fronteres els despietats salvatges indis, la regla coneguda de la guerra és una destrucció indistinta de totes les edats, sexes i condicions".